# Nuray Kılıç
Nuray Kılıç est une ancienne joueuse de volley-ball turque née le 27 mars 1973 à Sivas. Elle mesure 1,90 m et jouait au poste de centrale. Elle a totalisė 29 sélections en équipe de Turquie.

## Clubs
| Club                | De        | À         |
| ------------------- | --------- | --------- |
| Emlakbank Ankara    | 1986-1987 | 1994-1995 |
| Vakıfbank Ankara    | 1995-1996 | 1996-1997 |
| Göztepe İzmir       | 1997-1998 | 2000-2001 |
| Türk Telekom Ankara | 2004-2005 | 2004-2005 |
| Beşiktaş İstanbul   | 2005-2006 | 2008-2009 |
| Emlak TOKİ Ankara   | 2009-2010 | 2009-2010 |

## Palmarès
- Championnat de Turquie
  - Vainqueur : 1997.
- Coupe de Turquie
  - Vainqueur : 1997.